# Municipio de McKinley (condado de Huron)
El municipio de McKinley (en inglés: McKinley Township) es un municipio ubicado en el condado de Huron en el estado estadounidense de Míchigan. En el año 2010 tenía una población de 445 habitantes y una densidad poblacional de 7,27 personas por km².

## Geografía
El municipio de McKinley se encuentra ubicado en las coordenadas 43°52′29″N 83°17′42″O / 43.87472, -83.29500. Según la Oficina del Censo de los Estados Unidos, el municipio tiene una superficie total de 61.17 km², de la cual 52,26 km² corresponden a tierra firme y (14,57 %) 8,91 km² es agua.

## Demografía
Según el censo de 2010, había 445 personas residiendo en el municipio de McKinley. La densidad de población era de 7,27 hab./km². De los 445 habitantes, el municipio de McKinley estaba compuesto por el 97,98 % blancos, el 0,45 % eran asiáticos, el 0,67 % eran de otras razas y el 0,9 % eran de una mezcla de razas. Del total de la población el 2,92 % eran hispanos o latinos de cualquier raza.